# 孟大鹏
孟大鹏，（1961一  ）中国作曲家、指挥家、教育家。中国国家一级指挥。现任中央少年广播合唱团常任指挥，曾任中国合唱协会副理事长。
著有《童声合唱训练》等书籍。